# Frederic N. Maude
Frederic Natusch Maude (* 12. November 1854 in Knostrop, heute zu Leeds; † 1933) war ein britischer Offizier, Dozent und Autor. Er verfasste zahlreiche militärstrategische und -historische Schriften.

## Leben
Maude, der Sohn von Georgiana (Georgeanna) Catharine Maude und Edward James Maude wurde in Knostrop Old Hall geboren und am Wellington College in Crowthorne sowie an der Royal Military Academy Woolwich ausgebildet. Anschließend durchlief er eine Offizierslaufbahn bei den Royal Engineers der Britischen Armee und erreichte den Dienstgrad eines Colonels. 1892 schied er aus dem Militärdienst aus. Maude war Dozent für Militärgeschichte an der Manchester University und Dozent für Militärrecht an der University of London. Außerdem war er als Herausgeber und Bibliothekar am Royal United Services Institute tätig.
Neben mehreren militärstrategischen und -geschichtlichen Büchern, insbesondere zu den Napoleonischen Kriegen, trug er mehrere Artikel zur 11. Auflage der Encyclopædia Britannica  (unter dem Kürzel F. N. M) bei. Weiterhin veröffentlichte Maude mit The New Battle of Dorking (1900) eine Schrift aus dem Genre des Invasionsromans. Maudes Buch hat dabei die Erzählung The Battle of Dorking von George Chesney zum Vorbild, die 1871 erschien und sehr populär wurde. Im Gegensatz zu Chesneys Erzählung, in der das Britische Weltreich nach der Invasion einer deutschsprachigen Invasionsstreitkraft geschlagen wird und zerfällt, siegt in Maudes Schrift die britische Armee über eine russisch-französische Invasionsarmee.
Maude war ab 1876 mit der Amerikanerin Mary Emily Boott verheiratet. 1905 wurde er Ritter (Companion, CB) des Order of the Bath.

## Veröffentlichungen (Auswahl)
- Letters on Tactics and Organization, or, Englisch Military Institutions and the Continental Systems. W. Thacker & Co., London 1888, im Internet Archive Digitalisat.
- Attack or Defence. Seven Military Essays. J.J. Keliher & Co., London 1896, Online in der HathiTrust digital library.
- The New Battle of Dorking. G. Richards, London 1900.
- The evolution of modern strategy. W. Clowes, London 1905, Digitalisat im Internet Archive.
- War and the World’s Life. Smith, Elder & Co., London 1907, Digitalisat im Internet Archive.
- The Leipzig Campaign. Swan Sonnenschein & Co., London 1908, Digitalisat im Internet Archive, urn:nbn:de:bsz:14-db-id19021523958.
- The Jena Campaign 1806. Swan Sonnenschein & Co., London 1909, Digitalisat im Internet Archive.
- The Ulm Campaign. George Allen & Company, London 1912, Digitalisat im Internet Archive.